# Braunkopf-Kuhstärling
Der Braunkopf-Kuhstärling (Molothrus ater) ist ein Singvogel aus der Familie der Stärlinge. Er ist ein obligater Brutparasit, der in Nordamerika von der gemäßigten Klimazone bis in die Subtropen vorkommt. Er nutzt eine ungewöhnlich große Zahl an Wirtsvogelarten: Für 144 Singvögel ist nachgewiesen, dass sie erfolgreich Jungvögel des Braunkopf-Kuhstärlings groß gezogen haben.
Ursprünglich waren Braunkopf-Kuhstärlinge in ihrer Verbreitung auf die von Bisons beweideten Prärieflächen begrenzt, da er auf offene Flächen zur Nahrungssuche angewiesen ist. Seit dem Beginn der Besiedlung des nordamerikanischen Kontinents durch europäische Siedler hat er sein Verbreitungsgebiet stark ausgedehnt und sein Bestand ist stark angestiegen. Heute ist diese Art eine der am weitesten verbreiteten Vogelarten Nordamerikas. Er ist ein sehr häufiger Vogel, die Bestandszahlen sind jedoch seit den 1960er Jahren konstant geblieben.
Braunkopf-Kuhstärlinge des nördlichen Verbreitungsgebietes ziehen im Winterhalbjahr in den Süden der Vereinigten Staaten und nach Mexiko. Sie kehren von März bis April in ihre Sommergebiete zurück.

## Merkmale

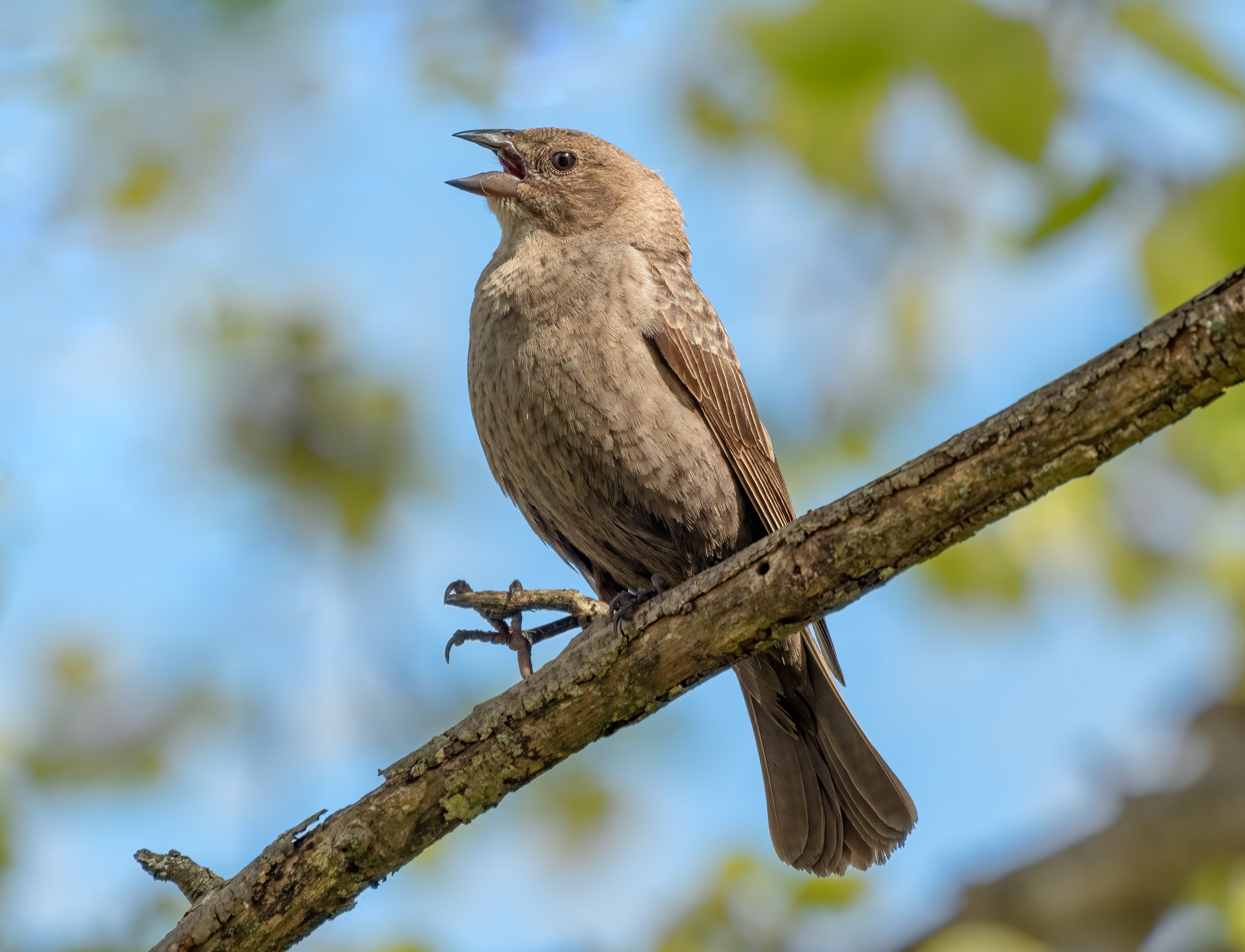
Weibchen

Verbreitungsgebiet des Braunkopf-Kuhstärlings
Brutgebiete
Ganzjährig
Winterquartiere

Der Vogel hat einen kurzen finkenähnlichen Schnabel und dunkle Augen. Das Männchen ist hauptsächlich glänzend schwarz gefärbt mit einem braunen Kopf. Das Weibchen ist grau gefärbt mit einer helleren Brust und  einer fein gestrichelten Unterseite.

## Vorkommen
Der Braunkopf-Kuhstärling  lebt in offenen und halboffenen Landschaften in den meisten Teilen Nordamerikas. Während die südlichen Populationen Standvögel sind, ziehen die nördlichen in die südlichen USA oder nach Mexiko. Er zieht in Scharen, manchmal gemeinsam mit dem Rotflügelstärling und dem Star. In den Überwinterungsgebieten hält er sich in Scharen auf, die zehntausende Vögel dieser Art umfassen können.
Im Winter ist der Braunkopf-Kuhstärling außerdem ein häufiger Gast an Futterhäuschen.

## Verhalten
Der Braunkopf-Kuhstärling  sucht am Boden nach Insekten, die von Weidetieren angezogen oder aufgescheucht werden. Ähnlich wie beim eurasischen Kuckuck erlaubt es der Brutparasitismus dieser Art, dass Brutgebiete und Nahrungsgründe weit auseinanderliegen. Typisch ist, dass Braunkopf-Kuhstärlinge während der Brutzeit den Vormittag über allein oder in Paaren in den Gebieten verbringen, die eine hohe Dichte an Wirtsvögeln aufweisen. Am Nachmittag suchen sie dann ihre Nahrungsgründe auf. Geeignete Nahrungsgründe finden sie auf Agrarflächen und Weideland. Sie suchen aber auch Vorstädte auf, wo Rasenflächen ihnen Nahrung bieten.
Zwischen den Nahrungsgründen und den Brutgebieten liegt gewöhnlich nur eine Distanz von einem bis sieben Kilometer. Es gibt jedoch durchaus andere Extreme: So bietet eine einzige Pferdeweide in der kalifornischen Sierra Nevada Braunkopf-Kuhsterlingen ein geeignetes Nahrungsgebiet. Diese einzige Weide erlaubt es Braunkopf-Kuhstärlingen jedoch, Wirtsvögel in einem 154 Quadratkilometer großen Gebiet zu parasitieren.

## Fortpflanzung
Der Braunkopf-Kuhstärling ist ein Brutparasit, der seine Eier in Nester anderer kleiner Singvögel, besonders in Schalennester, wie die des  Goldwaldsängers, legt. Die jungen Braunkopf-Kuhstärlinge werden von den Gasteltern auf Kosten  des eigenen Nachwuchses gefüttert.
Migrierende Braunkopf-Kuhstärlinge kehren in ihre Brutgebiete in der Zeit von Ende März bis Anfang Mai zurück. Auf ihrem Zug nach Richtung Norden sind sie häufig mit Rotschulterstärlingen und Purpur-Grackeln assoziiert. Der Zeitraum der Eiablage beginnt frühestens im April und endet gegen Juli. Zu diesem Zeitpunkt bilden die Braunkopf-Kuhsterlinge erneut große Schwärme, um dann in die Überwinterungsgebiete aufzubrechen.

### Brutareal und Paarbindung

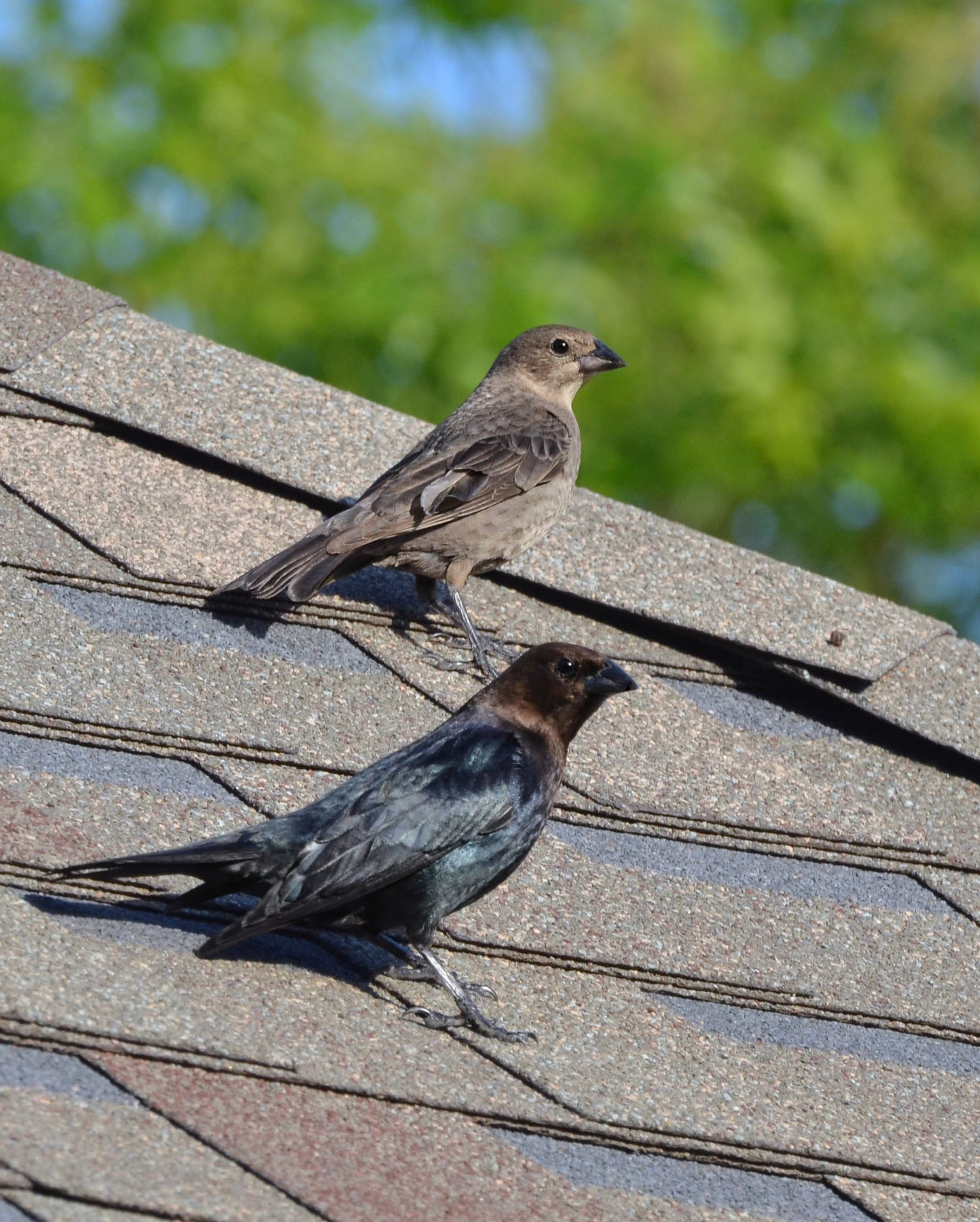
Ein Paar Braunkopf-Kuhstärlinge auf einem Dach, der hintere Vogel ist das Weibchen

Grundsätzlich variieren die Größe und die Exklusivität des Brutareals, das ein Weibchen des Braunkopf-Kuhstärlings nutzt, mit der Bestandsdichte sowohl von Braunkopf-Kuhstärlingen als auch der der Wirtsvögel. Grundsätzlich konkurrieren Weibchen untereinander um Wirtsvogelnester während die Männchen um die Weibchen konkurrieren.
Die Brutareale, die Weibchen besetzen und auch verteidigen, variieren stark. In der Sierra Nevada nutzt ein einzelnes Weibchen ein Brutareal von durchschnittlich 68 Hektar. Ein gleich schwerer Singvogel, der seine Jungvögel selbst großzieht, nutzt normalerweise ein Brutareal von einem bis drei Hektar. Da ein einzelnes Weibchen ein solches großes Brutareal nicht erfolgreich verteidigen kann, überlappen sich solch große Brutareale normalerweise. In Regionen mit einer höheren Dichte an Wirtsvogelarten sind die Brutareale deutlich kleiner. In verschiedenen Studien wurden unterschiedliche Brutarealgrößen festgestellt. So betrugen die Brutareale im Staate New York zwischen 10 und 33 Hektar, während sie bei einer anderen Untersuchung in Ontario zwischen acht und zehn Hektar betrugen. Areale dieser Größe werden von dem Weibchen energisch verteidigt. Das Männchen, mit dem sie sich verpaart haben, verteidigt dieses Gebiet dagegen energisch gegen alle anderen Männchen.
In Gebieten mit einer sehr hohen Dichte an Braunkopf-Kuhsterlingen fehlt die enge Bindung zwischen Weibchen und Männchen. Braunkopf-Kuhstärlinge verhalten sich in diesen Gebieten nicht länger monogam, sondern sowohl Weibchen als auch Männchen paaren sich mit mehreren Partnern.

### Wirtsvogelarten
Die Anzahl der Wirtsvogelarten ist sehr hoch: Insgesamt wurden Eier des Braunkopf-Kuhstärlings in den Nestern von 220 verschiedenen Arten gefunden. 144 Arten davon haben erfolgreich Jungvögel dieser Art großgezogen. Die meisten davon füttern ihre Jungvögel mit Wirbellosen, eine Ernährung, auf die auch die Nestlinge des Braunkopf-Kuhstärlings angewiesen sind. Wirtsvogelarten reichen von nur 6 Gramm schweren Mückenfängern bis zu 100 Gramm schweren Lerchenstärlingen. Einige der Wirtsvogelarten entsprechen mit ihrem Körpergewicht von 40 bis 50 Gramm der des Braunkopf-Kuhstärlings. Die meisten jedoch sind kleiner. In der Summe umfassen die Wirtsvogelarten die Mehrzahl der nordamerikanischen Singvögel.

### Finden des Wirtsvogelnestes und Eiablage

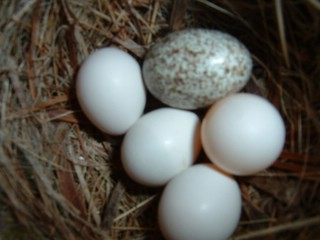
Ein Ei des Braunkopf-Kuhstärlings im Nest des Weißbauch-Phoebetyranns (Sayornis phoebe)

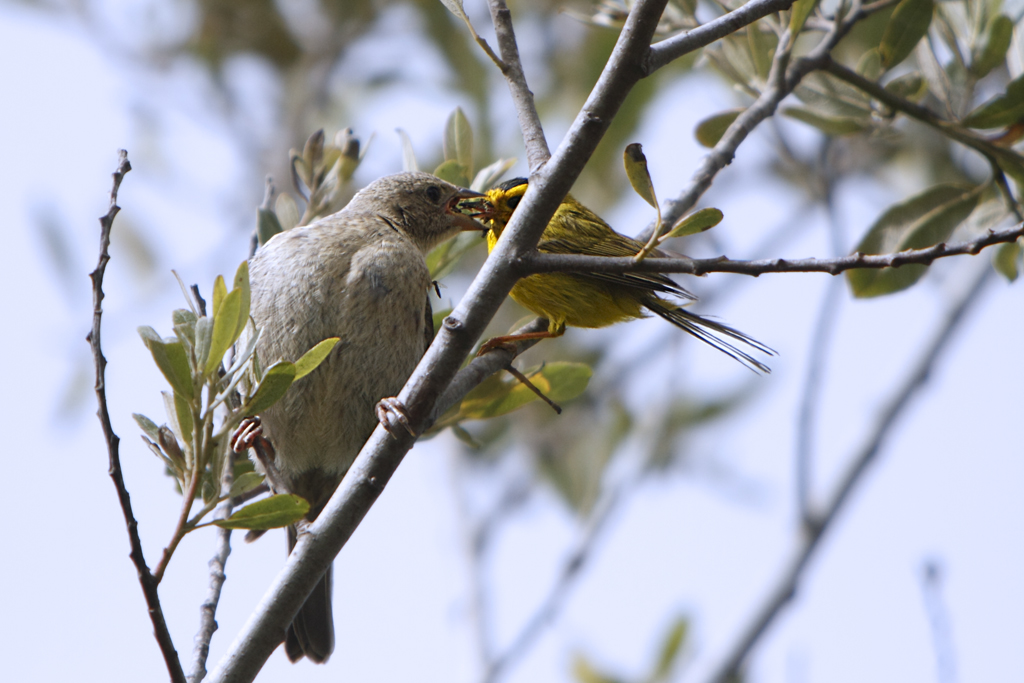
Ein Mönchswaldsänger füttert einen Jungvogel des Braunkopf-Kuhstärlings.

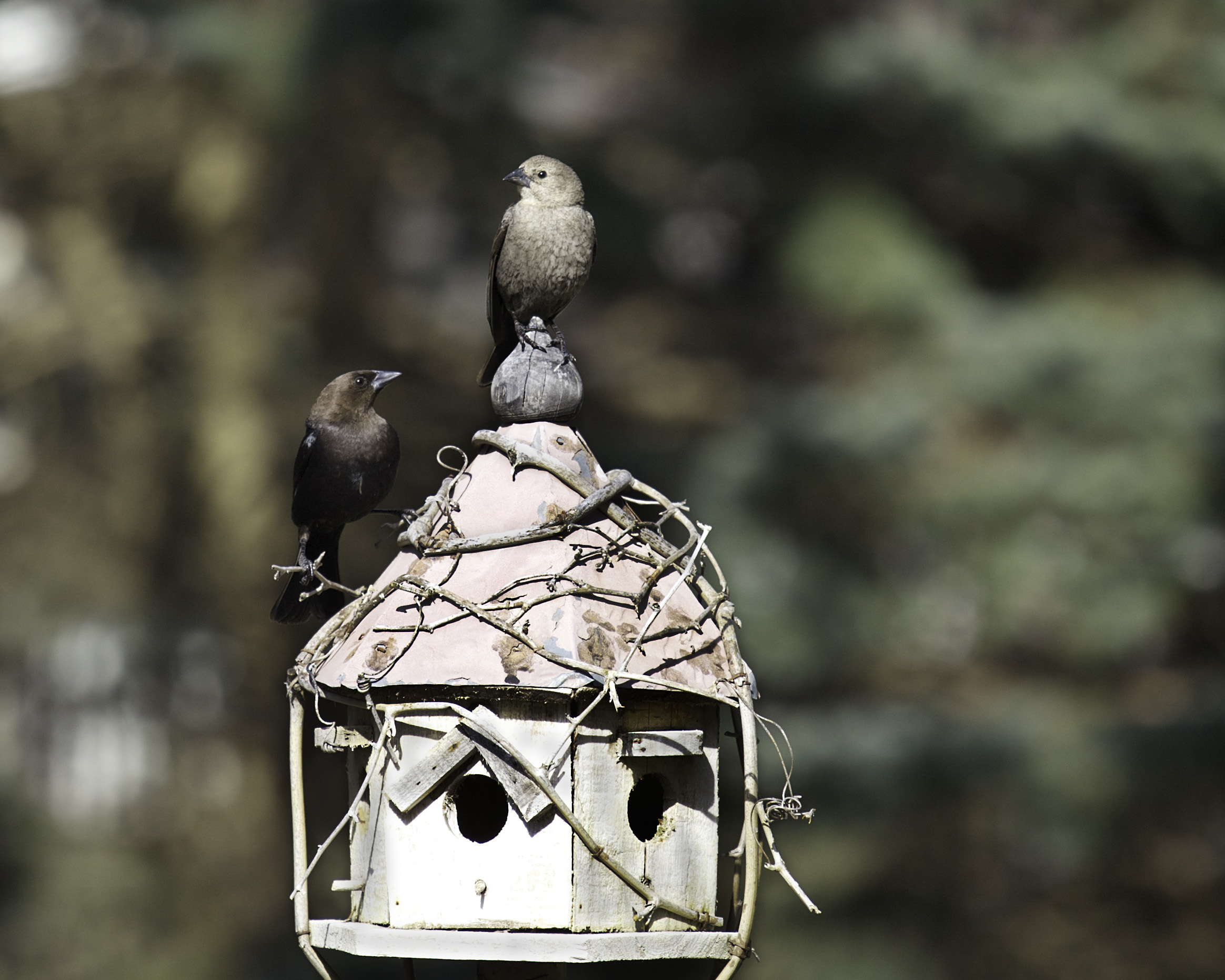
Ein Paar Braunkopf-Kuhstärlinge an einem Futterhäuschen

Wie bei vielen anderen brutschmarotzenden Arten überwacht und beobachtet das Weibchen zunächst die Nester potentieller Wirtsvogelarten und wählt das Nest, bevor sie das Ei darin ablegt. Das Weibchen sitzt dafür gelegentlich über längere Zeit in Sträuchern oder auf Bäumen und hält nach Nestbauaktivitäten Ausschau. Fehlen solche Ansitzwarten, läuft das Weibchen auf dem Boden und beobachtet von dort aus die Umgebung nach solchen Aktivitäten. In dichter Vegetation fliegt das Weibchen auch kurz auf und landet dann mit lautem Flügelschlagen auf Stängeln, um so potentielle Wirtsvogelarten dazu zu bringen, von ihren Nestern aufzufliegen.
Die Eiablage erfolgt meist dann, wenn auch der Wirtsvogel ebenfalls dabei ist, sein Gelege zu vervollständigen. Ähnlich wie bei brutschmarotzenden Kuckucken zerstört das Weibchen Eier und verletzt oder tötet Jungvögel, wenn die Brutaktivitäten des Wirtsvogels bereits zu weit fortgeschritten sind. In der Regel folgt auf den Verlust eines solchen Geleges ein Zweitgelege durch den Wirtsvogel, was dem Braunkopf-Kuhstärling die Möglichkeit gibt, sein Ei zum richtigen Zeitpunkt in das Gelege zu legen.

### Parasitierungsgrad
Verglichen mit brutschmarotzenden Arten wie den Kuckucken ist nicht nur die Zahl der Wirtsvogelarten beim Braunkopf-Kuhstärling außergewöhnlich hoch, sondern auch der Parasitierungsgrad. Dies ist darauf zurückzuführen, dass Braunkopf-Kuhstärlinge eine sehr viel höhere Bestandsdichte haben als es bei Kuckucken üblicherweise der Fall ist. In der Region der Great Plains, wo Braunkopf-Kuhstärlinge am zahlreichsten sind, liegt der Parasitierungsgrad bei zahlreichen Wirtsvogelarten zwischen 20 und 80 Prozent. Populationen des Gold-Waldsängers in der Nähe des kanadischen Manitobasees beispielsweise wiesen über einen Zeitraum von 12 Jahren einen Parasitierungsgrad von 21 Prozent durch den Braunkopf-Kuhstärling auf. Bei Dickzissel, Heuschreckenammer und Lerchenstärling, die alle drei am Boden brüten, stellte man dagegen in einer in Kansas durchgeführten Studie einen Parasitierungsgrad von 70 Prozent fest. Andere Beispiele für Arten, die in Regionen mit einer hohen Bestandsdichte an Braunkopf-Kuhstärlingen brüten, haben beispielsweise einen Paratisierungsgrad von 24 Prozent beim Weißbauch-Phoebetyrann, 76 Prozent beim Rotschulterstärling, 52 Prozent bei der Schwirrammer und 69 Prozent beim Rotaugenvireo.
Besonders hoch ist der Parasitierungsgrad, wo nur noch wenige fragmentierte Waldflächen von landwirtschaftlichen Weideland oder Anbauflächen umgeben ist. In diesen Regionen weist beispielsweise die Walddrossel  einen Parasitierungsgrad von bis zu 100 Prozent auf. Auch die Zahl der Eier, die sich im Nest der Walddrossel findet, ist in diesen Gebieten hoch: Häufig finden sich in diesen Nestern so viele Eier von Braunkopf-Kuhstärlingen wie von Walddrosseln, da mehrere dieser Brutschmarotzer ein Ei in diese Nester legen. N.  B.  Davies weist darauf hin, dass die Gründe, warum in Regionen mit fragmentierten Waldflächen der Parasitierungsgrad besonders hoch ist, noch nicht vollständig verstanden ist: Eine Rolle spielt jedoch, dass die angrenzenden Agrarflächen dem Braunkopf-Kuhstärling zahlreiche Nahrungsgründe bieten und Übergänge zwischen zwei verschiedenen Lebensräumen für eine Reihe von Wirtsvogelarten attraktive Nestgelegenheiten bieten, so dass sich Braunkopf-Kuhstärlinge primär auf diese Übergänge konzentrieren, wenn sie nach geeigneten Wirtsnestern suchen. Schließlich können diese Übergänge dem Braunkopf-Kuhstärling auch mehr geeignete Deckung bieten, von der aus er Wirtsvögel beobachten kann.
In Regionen, in denen der Braunkopf-Kuhstärling ein Zugvogel ist, haben Wirtsvogelarten die Chance, dass sie zumindest ihr erstes Gelege ohne Parasitisierung groß ziehen können. In einer Studie im Bundesstaat Washington konnte man zeigen, dass Purpurstärlinge, die mit ihrer Brut zu Beginn des Monats Mai begannen, nur einen Parasitierungsgrad von 7 Prozent aufwiesen. Bei Vertretern dieser Art, die danach mit der Brut begannen, stieg der Parasitierungsgrad dagegen auf 50 Prozent.
Der Braunkopf-Kuhstärling kann bis zu 36 Eier im Jahr legen. Wenn die fremden Eier von den Gasteltern erkannt werden, reagieren diese auf verschiedene Weise. Die Katzendrossel pickt die Eier auf. Andere Vögel bauen ein neues Nest über das alte. Manchmal werden die geschlüpften Braunkopf-Kuhstärlinge aus dem Nest geworfen.
Untersuchungen von Jeffrey Hoover und Scott Robinson haben gezeigt, dass der Braunkopf-Kuhstärling in der Hälfte der Fälle die Nester des Zitronenwaldsängers zerstört, wenn er sich weigert, den fremden Nachwuchs aufzuziehen. Wenn sich der Zitronenwaldsänger zuvor erfolgreich gegen eine Eiablage der Brutschmarotzer im eigenen Nest gewehrt hatte, blieben die Nester komplett verschont.

## Verbreitungsgeschichte

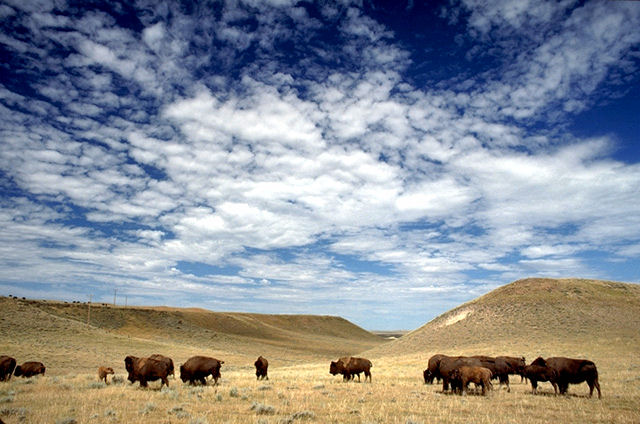
Braukopf-Kuhstärlinge sind historisch mit Bisons assoziiert

Vor der europäischen Besiedelung war der Braunkopf-Kuhstärling östlich des Mississippis selten. Da hier Bisons selten waren oder gar nicht vorkamen, fehlten die weitläufigen offenen Flächen, die durch eine Beweidung durch Bisons entstanden und auf die der Braunkopf-Kuhsterling angewiesen ist. Ein Indiz, dass er den ersten Siedlern unbekannt ist, ist sein Fehlen in Carl von Linnés Systema Naturae aus dem Jahre 1758, wo zwar der Rotschulterstärling und die Purpur-Grackel als typische nordamerikanische Vögel aufgeführt wurden, der Braunkopf-Kuhstärling dagegen fehlte.
Die starke Ausbreitung des Braunkopf-Kuhsterlings auf dem nordamerikanischen Kontinent begann im 18. Jahrhundert. Vorausgegangen war ihr ein allmähliches Erschließen des östlichen Teils Nordamerikas, bis die ersten Siedler die östlichsten Ausläufer der Great Plains erreichten. N. B. Davies spricht von „Korridoren“ kurzgrasigen Weidelands, die die ersten Landwirte mit ihren Schweinen, Rindern und Schafen schufen, über die der bislang auf die Great Plains beschränkte Braunkopf-Kuhstärling weiter nach Osten vordringen konnte, wo die bereits länger bestehende europäische Besiedelung zwischenzeitlich einen Lebensraum aus landwirtschaftlichen Anbauflächen, Viehweiden und fragmentierten Waldbeständen geschaffen hatte, der den Lebensraumanforderungen des Braunkopf-Kuhsterlings entsprach. Bereits um 1790 war der Braunkopf-Kuhstärling in einzelnen besiedelten Regionen im Osten der USA häufig anzutreffen. Zu dem Zeitpunkt lebten etwa vier Millionen Siedler in Nordamerika, ein Teil des Landes wurde bereits in der 6. Generation landwirtschaftlich bestellt.
Mit zunehmender Besiedelungsdichte und damit zunehmender Viehhaltung nahm auch der Bestand an Braunkopf-Kuhsterlingen zu. Gegen Ende des 19. Jahrhunderts war der Braunkopf-Kuhsterling im Osten Nordamerikas ein durchgängig häufiger Vogel. Es ist sehr wahrscheinlich, dass zu dem Zeitpunkt diese Art sehr hohe Reproduktionsraten hatte, so dass eine zunehmende Bestandsdichte die Vögel zwang, neue Verbreitungsgebiete zu erschließen. Für das 20. Jahrhundert liegen genauere Daten über die Ausbreitung vor. So verschob sich im 20. Jahrhundert in Ontario, einer Provinz im Südosten Kanadas, die nördliche Verbreitungsgrenze der Art um 300 Kilometer weiter nach Norden. Nova Scotia wurde in den 1930er Jahren von dieser Art besiedelt und Neufundland in den 1950er Jahren. In Florida und Georgia trat der Braunkopf-Kuhstärling ab den 1950er Jahren auf, in den 1960er Jahren erschloss er sich auch Alabama als weiteres Verbreitungsgebiet.
Im Westen Nordamerikas reichte das historische Verbreitungsgebiet des Braunkopf-Kuhstärlings bis an die Rocky Mountains. Im Südwesten kam er in Arizona entlang des Colorado Rivers vor und war möglicherweise bis nach Texas vertreten. Von dort aus verbreitete sich der Braunkopf-Kuhstärling ab dem Beginn des 20. Jahrhunderts in Kalifornien. Die Verbreitung erfolgte sehr schnell: Im Jahre 1955 trat die Art erstmals in der kanadischen Provinz British Columbia auf. Insgesamt gelang es der Art, innerhalb weniger Jahrzehnte ihr Verbreitungsgebiet 1600 Kilometer weiter nach Norden auszudehnen. Erneut war der entscheidende Faktor eine zunehmende Ausdehnung von Agrarflächen und ein Fragmentieren des Waldbestandes in dieser Region. In Teilen der Region ist der Braunkopf-Kuhstärling heute einer der häufigsten Brutvögel.

## Trivia
Der US-amerikanische Ornithologe Herbert Friedmann hat sich fast 70 Jahre lang mit dem Braunkopf-Kuhstärling auseinandergesetzt. Die Erkenntnisse über den Brutparasitismus dieser Art gehen auf ihn und seine Mitarbeiter zurück, die in umfangreichen Feldstudien die Wirtsvogelarten und den Bruterfolg untersucht haben.

## Einzelbelege
1. 1 2 3 4 5 6 7   Davies: Cuckoos, Cowbirds and Other Cheats. S. 145.
2. ↑   Davies: Cuckoos, Cowbirds and Other Cheats. S. 141.
3. ↑  Henninger, W.F.: A preliminary list of the birds of Seneca County, Ohio. In: Wilson Bulletin. 18. Jahrgang, Nr. 2, 1906, S. 47–60 (unm.edu [PDF]).
4. 1 2 3 4 5 6   Davies: Cuckoos, Cowbirds and Other Cheats. S. 146.
5. 1 2 3 4   Davies: Cuckoos, Cowbirds and Other Cheats. S. 147.
6. 1 2   Davies: Cuckoos, Cowbirds and Other Cheats. S. 148.
7. 1 2 3 4 5   Davies: Cuckoos, Cowbirds and Other Cheats. S. 143.
8. 1 2   Davies: Cuckoos, Cowbirds and Other Cheats. S. 144.